# ب‌ام‌و سری ۳ کامپکت
ب‌ام‌و سری ۳ کامپکت (BMW 3 Series Compact) خودرویی است که در سال‌های ۱۹۹۳ تا ۲۰۰۰ به تعداد ۳۷۱،۴۹۸ دستگاه  تولید شده‌است.
این خودرو در کلاس خودرو کامپکت قرار گرفته، طراحی آن خودروهای موتور جلو-محور عقب بوده است.

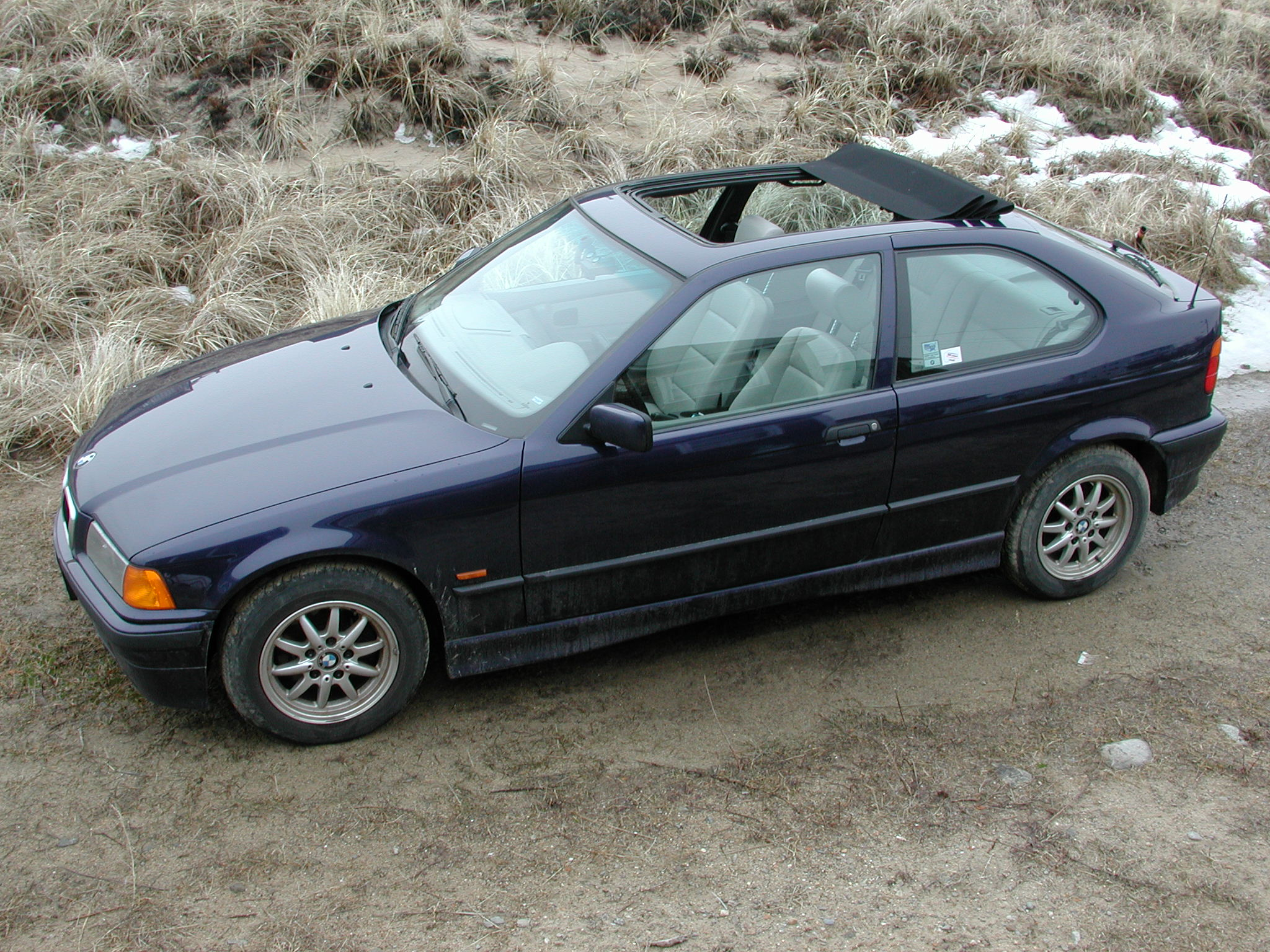

طول آن در حالت طبیعی ۴٬۲۱۰ میلیمتر (۱۶۶ اینچ)، عرض آن در حالت طبیعی ۱٬۷۰۰ میلیمتر (۶۷ اینچ) و وزن آن در حالت طبیعی ۱٬۱۷۵ کیلوگرم (۲٬۵۹۰ پوند) است.